# Thierry Sanjuan
Pour les articles homonymes, voir Sanjuan.
 (avril 2016).
Thierry Sanjuan, né le 28 avril 1966, est un sinologue français. Il est professeur de géographie, titulaire de la chaire d’Asie méridionale et orientale, à l'université Paris-1 Panthéon-Sorbonne. Il enseigne à l’Institut de géographie.

## Biographie

### Jeunesse et études
Thierry Sanjuan étudie à l’École normale supérieure de la rue d'Ulm. Il se dirige ensuite vers la sinologie. En 1998, il obtient un doctorat en géographie pour une thèse intitulée « le delta de la Rivière des Perles : développement et construction régionale dans la province du Guangdong (République populaire de Chine - 1980-1992) » sous la direction de Paul Claval à l'université Paris-Sorbonne. 

### Parcours professionnel
Ses principaux thèmes d'intérêt sont :
- la géographie économique et régionale de la Chine. Recherches sur les implications spatiales du développement, l’accentuation des disparités régionales et les nouvelles articulations territoriales ;
- la géographie urbaine et sociale de la Chine. Recherches sur les réseaux urbains chinois, la modernisation fonctionnelle et paysagère des villes, les espaces publics et les mutations sociales ;
- la géographie humaine et la géopolitique de la Chine, du monde chinois et de l’Asie orientale.

### Ouvrages
- Atlas de la Chine, les mutations accélérées, Autrement, Paris, 2007, 80 p.

L'auteur, en collaboration avec la cartographe Madeleine Benoit-Guyod, brosse le portrait de la Chine en multipliant les points d'entrée et en faisant varier les échelles d'analyse : de la société civile à la géopolitique, des valeurs et pratiques sociales aux stratégies politiques internationales.
- La Chine. Territoire et société, Hachette, Paris, coll. Point Carré-Géographie, 2000, 189 p.
- À l'Ombre de Hong Kong, le delta de la Rivière des Perles, L'Harmattan, Paris, coll. Géographies et cultures, 1997, 313 p.

Le delta cantonais a connu une profonde transformation de son tissu économique, de ses paysages et de ses équilibres régionaux, grâce à de puissantes dynamiques locales, à la proximité de Hong Kong et au soutien de Pékin.

### Direction d'ouvrages
- Les chinatowns : Trajectoires urbaines de l’identité chinoise à l’heure de la mondialisation, Paris, Prodig, 2017, Coll. Grafigéo, n° 36,  (ISBN 978-2-901560-85-2)

- Le Dictionnaire de la Chine contemporaine, Armand Colin, Paris, 2006, 320 p.

88 spécialistes en anthropologie, droit, économie, géographie, histoire, sciences politiques, sociologie, urbanisme, 300 articles, un index de 900 entrées vers les articles, un atlas de 16 pages en couleur.
- Les Grands Hôtels en Asie. Modernité, dynamiques urbaines et sociabilité, Publications de la Sorbonne, Paris, coll. Géographie, 2003, 272 p.

À partir d'un objet singulier, le grand hôtel, cet ouvrage propose une interrogation sur la ville dans ses dimensions spatiale, sociale et de représentation. Il porte en particulier sur les sociabilités urbaines en Asie aujourd'hui.

### Émissions radiophoniques
- Le barrage des trois gorges : enjeux et perspectives, émission, Institut de France, Canal académie, 46'38" [lire en ligne]